# Breznický hrad
Breznický hrad je zřícenina hradu na Slovensku u obce Tekovská Breznica. Zřícenina se nachází jihovýchodně nad obcí na vrchu Hrádok, který je ohraničen ze severu Chválenskou dolinou a Priesilskou dolinou z jihu. Poloha umožňovala výhled na historickou Slovenskou bránu, opatství v Hronském Beňadiku a na sedm kilometrů vzdálenou Novou Baňu.

## Dějiny
Hrad byl založen ve druhé polovině 13. století a za jeho zakladatele bývá považován ostřihomský arcibiskup. Ten roku 1260 získal ves Breznici, což vedlo k dlouhému sporu s bývalým vlastníkem, kterým bylo svatobeňadické opatství.
V roce 1273 přiřkl papežský legát spornou obec „villa Bezente“ opatství ve Svätém Beňadiku, ačkoli hrad zůstal v držení ostřihomského arcibiskupa. Arcibiskup obec asi opatství nevrátil, neboť v roce 1276 protestoval opat Martin ze Svätého Beňadika proti arcibiskupovi Filipovi, který po tatarském vpádu ovládl a nevrátil jim jejich pozemky v Štúrově, Udvardu, Nemcích, Rybníku, Čajkové a Breznici. Klášter znovu opakoval svůj požadavek v roce 1277.
Novější literatura považuje za první hodnověrnou zprávu o hradu Breznica až listinu z roku 1311. Maďarský historik E. Fügedi klade vznik hradu mezi roky 1283–1311, neboť v roce 1283 se hrad ještě nezmiňuje.
Po vypuknutí feudální anarchie způsobené vymřením Arpádovců se hrad v prvních desetiletích 14. století stal majetkem nejmocnějšího uherského oligarchy Matúše Čáka Trenčianského. Po své exkomunikaci v roce 1311 Čák při odvetném pustošení majetků ostřihomského arcibiskupa také dobyl Breznický hrad. Dobové anály hovoří o tom, že Čák použil sapérskou techniku, která spočívala v tom, že útočník podkopal hradní zdi, které se po ztrátě opory zhroutily. Hrad však byl rychle opraven, neboť roku 1313 se připomíná jako „castrum egregium“, tedy jako významný hrad. Po Čákově smrti roku 1321 připadl hrad ostřihomskému arcibiskupství, proti čemuž protestoval svätobeňadický opat. Roku 1351 propadl hrad i obec novobanskému komorskému hraběti. Majetkové spory mezi ostřihomským arcibiskupstvím a opatstvím ve Sv. Beňadiku se vlekly až do roku 1375, kdy byly předloženy papeži a byly vyřešeny ve prospěch arcibiskupa. Během těchto sporů se o hrad asi nikdo nestaral, neboť v roce 1411 ho nazývají castrum fractum, tedy poškozený hrad.
Po smrti krále Albrechta Habsburského obsadila hrad v roce 1441 žoldnéřská vojska Jana Jiskry. Podle jiných pramenů však Mikuláš Bodok, breznický kapitán, přijal do hradu Čechy v roce 1464, přičemž pustošil okolí spolu s nimi. Po potlačení bratříků králem Matyášem došlo k výměně kastelána a tak se v roce 1468 dozvídáme jméno jednoho z nich – Bartoše z Hertvikovic („Barhos de Herthquikovyer Castellanus Castelli Berzencze“). Ještě v roce 1471 se tento bývalý Jiskrův kapitán podepisuje jako „haytman na Brzeźnica“. Koncem téhož roku hrad dobyla vojska polského krále Kazimíra. Tehdy se do polských rukou dostaly i hrady Teplica, Breznica, Dobrá Niva a Revište. O osudech hradu koncem 15. a na začátku 16. století nic nevíme. Je však pravděpodobné, že v tomto období hrad zchátral. Možná ho dal zbourat král, neboť jeho kasteláni se dopouštěli množství loupeží.
Hrad v roce 1546 již nestál, neboť podle hlášení svätobeňadického konventu, když 7. října 1546 vtáhl Rafael Podmanický do hradu Hrušov, prohlásil, že postaví svůj hrad na „Berzencze“ a to i svým poddaným i přikázal. Proto konvent píše radě města Nová Baňa, aby dali pozor. K realizaci záměru asi nedošlo, neboť podle usnesení vojenské rady ze 14. května 1563 měly být stráže proti tureckým vpádům stavěny i k hradům Teplica a na "místo starého hradu nad Breznicí", odkud je vidět do Žarnovice a do Svätého Beňadika. Tehdy tu už byly asi jen ruiny hradu, které mohly částečně sloužit k ubytování jedné z vojenských stráží. Hrad znovu vystupuje v roce 1577 ve staronovém sporu ostřihomského arcibiskupa se svätobeňadickým opatstvím o obec Breznica, kdy se stal vlastnictvím ostřihomského arcibiskupa. V roce 1647, když Turci v obci podpálili domy i kostel, se hrad nezmiňuje. Ján Bornemisza bez udání zdroje informace tvrdí, že v roce 1660 hrad ještě stál. Byl sice poškozen, ale k bydlení ještě způsobný. Soupis památek uvádí, že hrad přetrvával do začátku 18. století, a že jej po roce 1711 vůbec nezbourali. Tehdy však už asi byl hrad v ruinách. Později byly kameny používané na stavbu domů v obci, což výrazně urychlilo proces zániku objektu.

## Stavební podoba

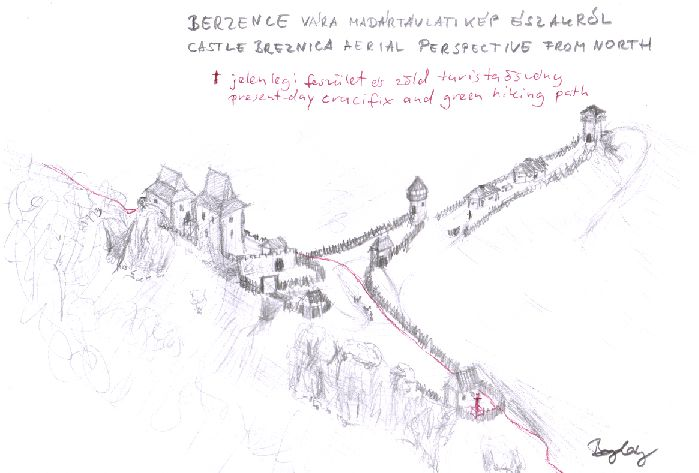
Hypotetická rekonstrukce podoby hradu

Dispozice hradu byla podřízena tvaru bradla. Jeho nejvýše položenou část zaujalo hradní jádro s rozměry 50 × 30 metrů. Dochované zbytky zdiva neumožňují rekonstruovat jeho podobu. Patrné jsou pouze pozůstatky čtverhranné budovy.
Vstup do jádra vedl přes šíjový příkop, který byl ze dvou stran chráněn výběžky rozsáhlého předhradí, které zabralo zbývající část bradla dlouhou 130 metrů. Směrem k jihozápadu z něj vybíhá výběžek, který byl ukončen dřevěnou věžovitou stavbou. Terén výběžku pod věží dále stupňovitě klesá a předpokládá se, že tvořil předsunuté opevnění, ze kterého bylo možné pozorovat údolí Hronu včetně Hronského Beňadiku. Na západní straně výběžku je v terénu patrný příkop vytvořený navršením vnějšího valu.
Druhým pozorovacím bodem bylo místo na Sokolí skále asi 200 metrů jihovýchodně od hradu, odkud je výhled do Chválenské doliny. Předpokládá se, že na tamní skále stála věž, jejíž opevnění tvořil dosud patrný příkop.

## Přístup
Z Tekovské Breznice na hrad vede zeleně značená turistická trasa, která dále pokračuje k vrchu Priesil.